# Estádio Qemal Stafa
O Estádio Qemal Stafa (em albanês: Stadiumi Qemal Stafa) foi um estádio de futebol localizado em Tirana, capital da Albânia. Inaugurado oficialmente em 7 de outubro de 1946, foi utilizado principalmente para as competições de futebol, sediando partidas tanto da Seleção Albanesa de Futebol quanto pelas grandes equipes albanesas da capital: o KF Tirana, o Dinamo Tirana e o Partizani Tirana.
O nome do estádio rende homenagem à Qemal Stafa, herói albanês que lutou durante a Segunda Guerra Mundial. Em seus últimos anos, tinha capacidade para receber até 19 700 espectadores. Foi fechado e posteriormente demolido em junho de 2016 para dar lugar à moderna Arena Kombëtare, que possui capacidade para 21 690 espectadores.

## Histórico

### Primeiros anos
O estádio foi construído como um estádio olímpico por Gherardo Bosio, um jovem arquiteto de Florença, na Itália, que projetou-o com uma capacidade de 15 000 lugares. Tirana, na década de 1930 tinha menos de 60 000 habitantes, então a capacidade original do estádio seria mais do que suficiente.
Galeazzo Ciano simbolicamente colocou a primeira pedra, em agosto de 1939. A construção durou quatro anos, e o trabalho foi interrompido em 1943, após a Conquista do território italiano pelos aliados em 1943. Durante a invasão alemã na Albânia, o estádio foi usado como estacionamento para os equipamentos alemães. 
Após a guerra, 400 trabalhadores e 150 voluntários diariamente terminaram a construção do estádio, mas o final da construção não era bem o que Bosio tinha em mente.
Logo após o fim dos trabalhos, o estádio foi inaugurado oficialmente em 7 de outubro de 1946 para sediar a Taça dos Balcãs. Apesar da derrota na estreia para a Iugoslávia por 2–3, a taça foi vencida pela Albânia, que terminou a competição à frente das seleções iugoslava, búlgara e romena para ficar com o título inédito.

### Expansão e reformas
Em 1974, o estádio não estava correspondendo às necessidades em Tirana. Para o 30° aniversário da libertação da Albânia, a capacidade do estádio foi aumentada para 35 000 lugares. Um display eletrônico também foi instalado no estádio.
Depois de 1991, outras mudanças ocorreram para modernizar o estádio, que reduziu sua capacidade para 19 700 espectadores, e em 1996 pela primeira vez o estádio possuía iluminação, como um presente de um projeto da UEFA.

## A maldição do Qemal Stafa
O estádio foi considerado uma "maldição" para equipes nacionais estrangeiras, em parte devido ao fato de que a Albânia geralmente ganha ou raramente perde seus jogos no estádio. Entre setembro de 2001 a outubro de 2004, a Albânia ficou invicta nos jogos que foram realizados nesse estádio.
Ilustres equipes como a Rússia, Suécia, e a Grécia perderam jogos nesse estádio, enquanto equipes como Irlanda, Suíça e a Bulgária tiveram que se contentar com empates nesta estádio intimidante.